# Глибокий рейд
«Глибокий рейд» (інша назва: «Горді соколи») — радянський військово-фантастичний художній фільм 1937 року, знятий режисером Петром Малаховим на студії «Мостехфільм».

## Сюжет
Повітряні сили вигаданої ворожої держави нападають на СРСР, бомбардують прикордонні міста. У відповідь три радянські ескадрильї важких бомбардувальників вирушають в глибокий тил ворожої країни і завдають нищівного удару, який вирішує результат війни. Один з радянських бомбардувальників виявляє підземні ангари противника. Коли закінчується запас бомб, командир наказує екіпажу стрибати з парашутами, а сам направляє свій літак в проліт останнього вцілілого ангара. Повітряні сили противника виявляються розгромленими, військовова промисловість паралізованою. Використовуючи успіх авіації, радянські сухопутні частини проривають фронт. Радянські танки і кіннота наносять масований удар, противник відступає. Основою кіносценарію служила повість Миколи Шпанова «Дванадцята година війни». Окремі глави повісті були опубліковані в 1936 році в газеті «Комсомольская правда». Надалі повість була повністю опублікована в журналі «Знамя». Крім того, кіносценарій послужив основою для книги «Перший удар. Повість про майбутню війну», опублікованій в 1939 році.

## У ролях
- Георгій Любимов —  льотчик Олександр Косих
- Олена Строєва —  Олена, дружина Косих
- Микола Головін —  льотчик Іван
- Костянтин Барташевич —  льотчик Павло
- Олександр Чебан —  начальник повітряних сил
- Микола Гладков —  флагман ескадри
- Георгій Музалевський —  командувач повітряним імперським флотом
- Сергій Комаров —  начальник його штабу
- Микола Бєляєв —  командир підземної зони
- Микола Кутузов —  штурман
- Андрій Файт —  льотчик імперської авіації
- Микола Сергєєв —  фельд-майор, командир імперської ескадрильї
- Сергій Мінін — епізод
- Сергій Ценін —  Клайц
- Григорій Мерлінський —  Шульц

## Знімальна група
- Автор сценарію: Микола Шпанов, Петро Малахов
- Режисер: Петро Малахов
- Головний оператор: Олександр Пуллін
- Оператори: Юхим Лозовський, Микола Ренков, М. Середницький
- Головний художник: Олексій Уткін
- Художник: К. Мирович
- Композитор: Микола Будашкин, Володимир Юровський
- Диригент: Григорій Столяров
- Звукооператор: А. Прозоров
- Асистент режисера: А. Соловйов
- Консультант: полковник Олександр Рафалович
- Оркестр Московської Державної філармонії